# Skifferblindia
Skifferblindia (Blindia caespiticia) är en bladmossart som beskrevs av C. Müller 1853. Enligt Catalogue of Life ingår Skifferblindia i släktet blindior och familjen Seligeriaceae, men enligt Dyntaxa är tillhörigheten istället släktet blindior och familjen Seligeriaceae. Enligt den finländska rödlistan är arten akut hotad i Finland. Arten är reproducerande i Sverige. Artens livsmiljö är kalkstensklippor och kalkbrott. Inga underarter finns listade i Catalogue of Life.

## Bildgalleri

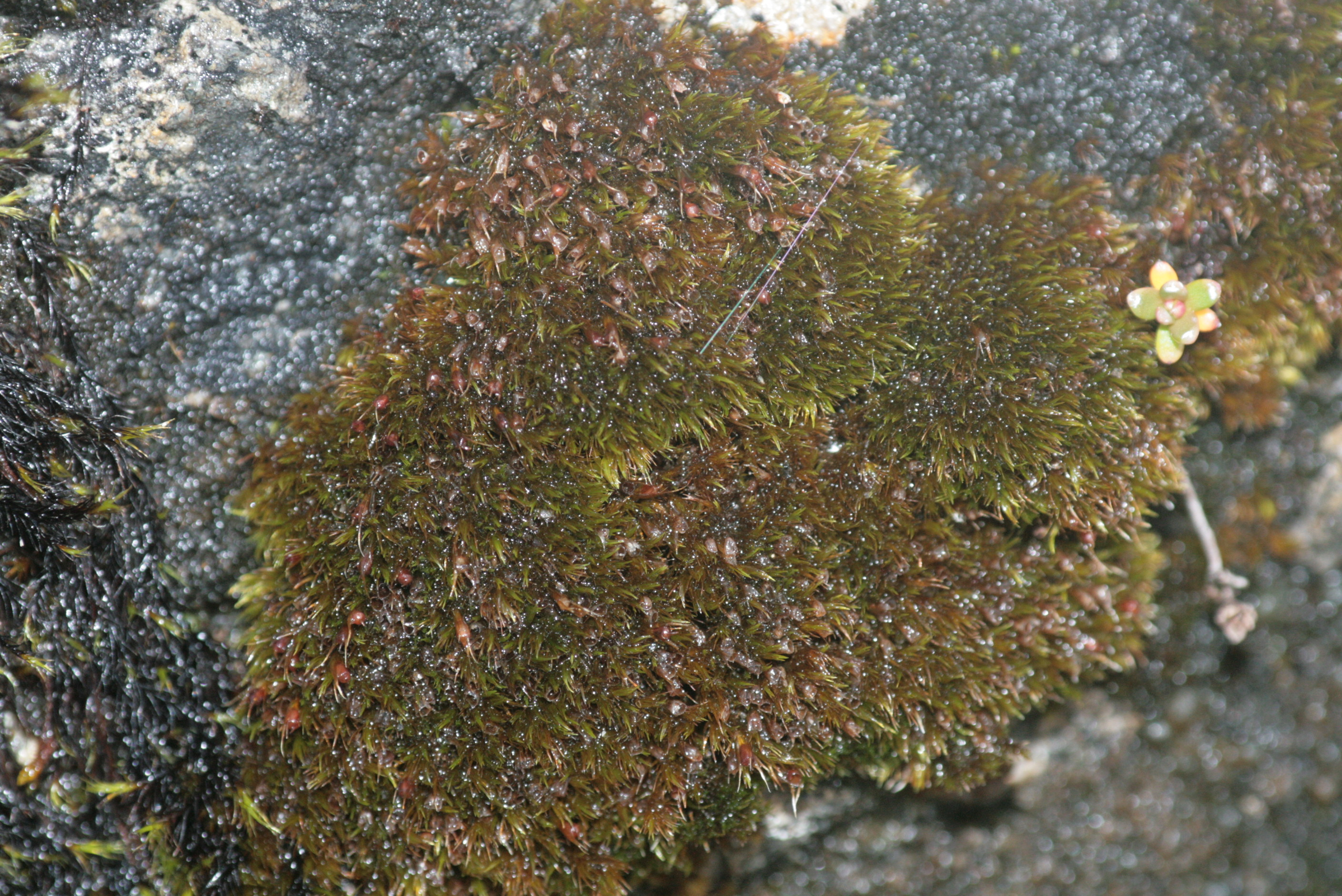
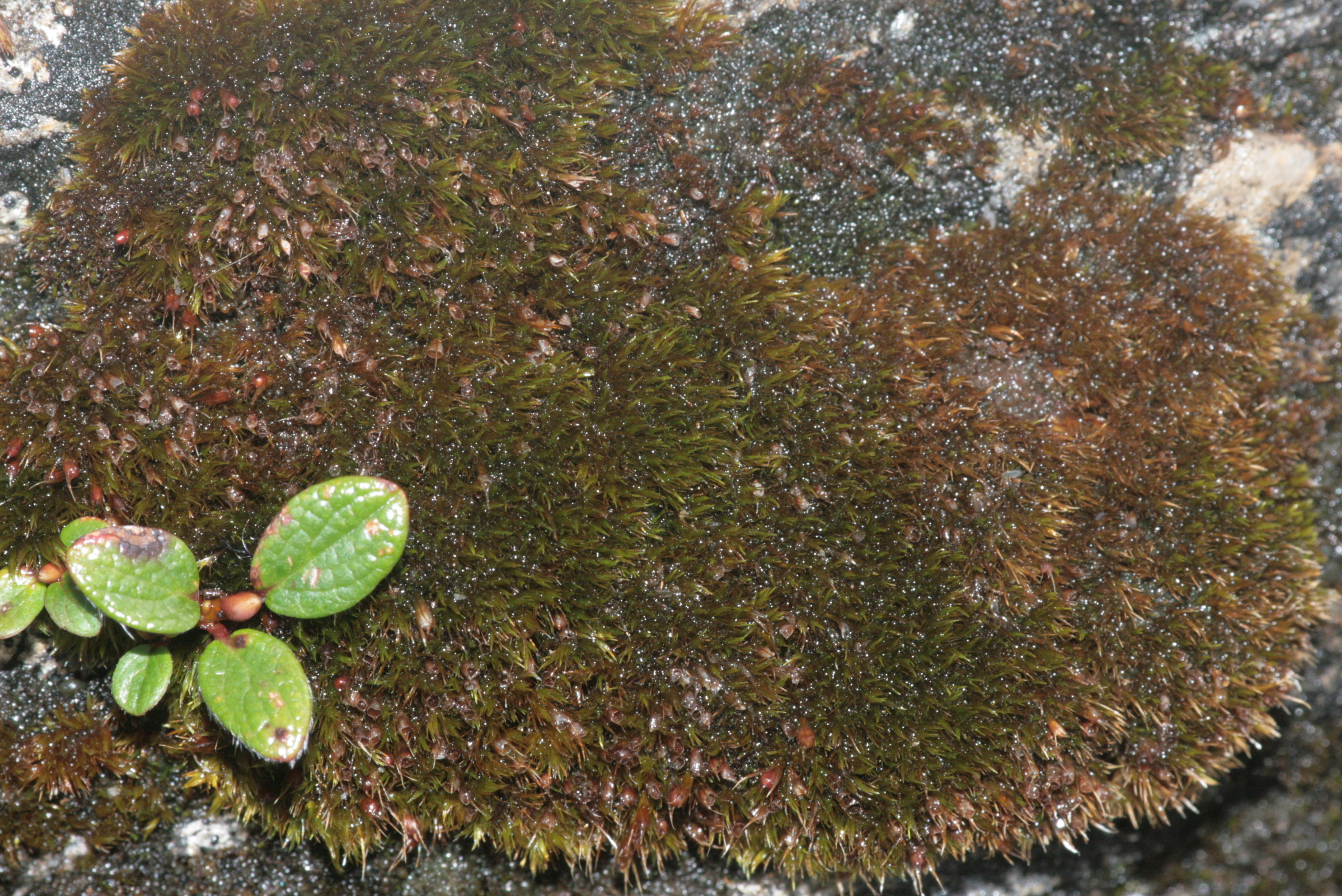
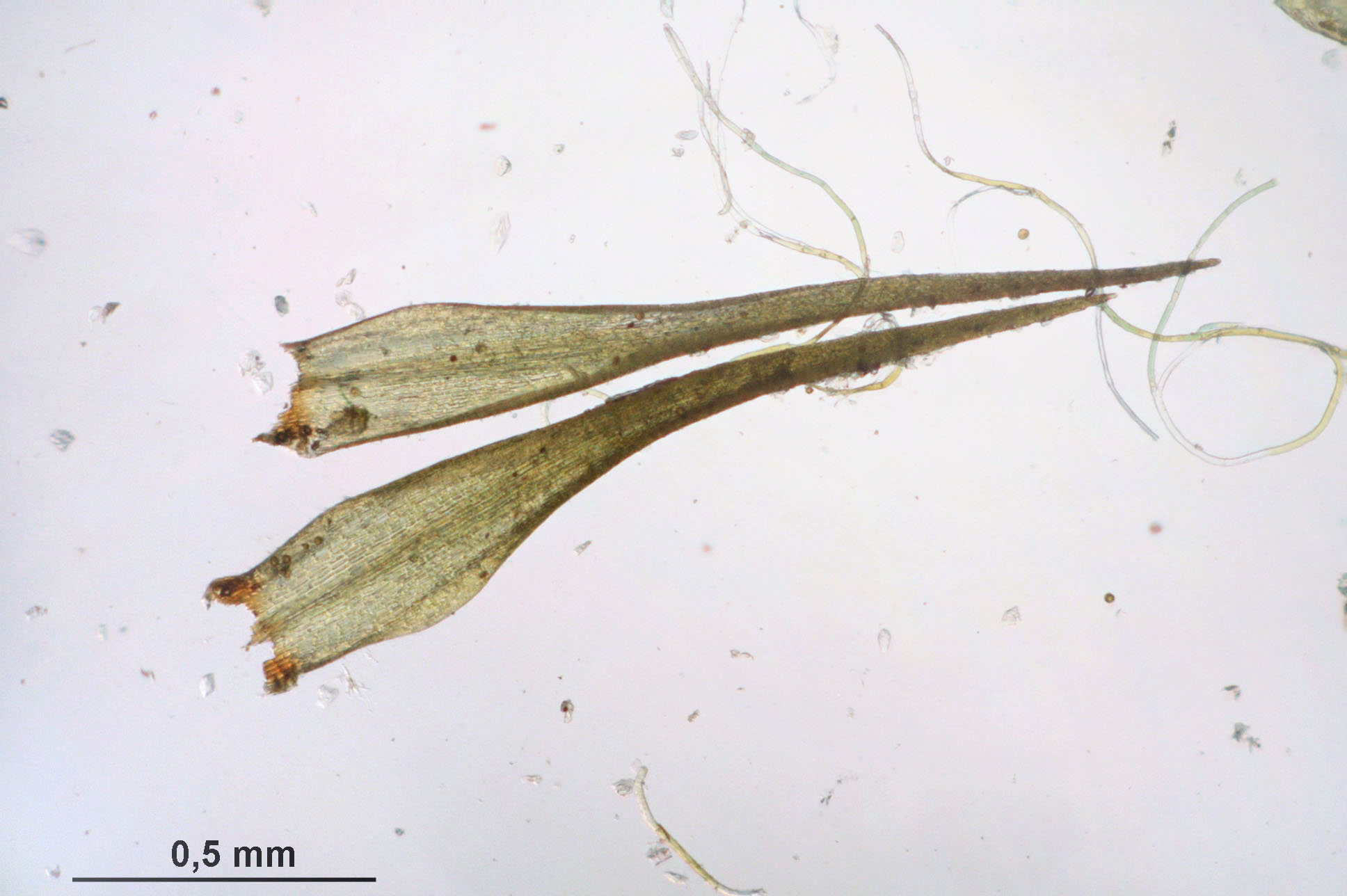
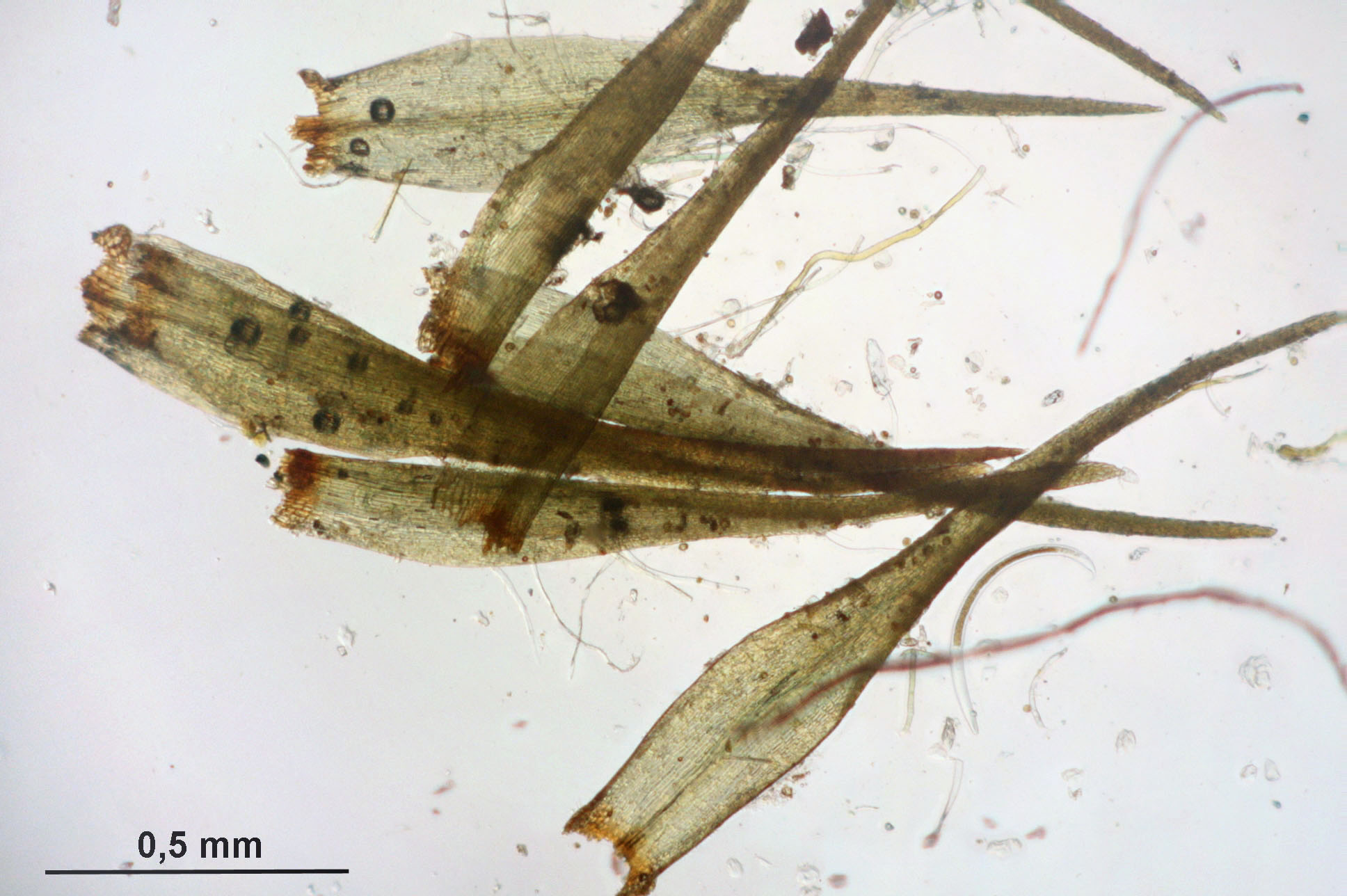